# Champions Ligay
A Champions Ligay é uma liga amadora de futebol masculino criada em 2017, nos moldes da britânica GFSN National League, sendo voltada para a comunidade LGBT brasileira. 
O vencedor do torneio, que reúne equipes de todo o Brasil, classifica-se para a Copa do Mundo de Futebol Gay, evento internacional realizado anualmente em uma cidade-sede.

## História
A ideia de uma competição de futebol que reunisse atletas homossexuais não é recente. Em 1982, em San Francisco, nos Estados Unidos, foi organizado o primeiro torneio desportivo dentro da comunidade gay. Ao longo dos anos, passaram a surgir ao redor do mundo diversas propostas visando combater a homofobia no esporte, assim como promover eventos recreativos para a comunidade LGBT. Na Europa, a GFSN National League britânica ocorre desde 2002, e a Paris Foot Gay desde 2007.
Com o sucesso da Copa do Mundo Gay na última década, faltavam no Brasil equipes que representassem o país do futebol na competição. Assim, em 2017, foi organizada a irreverente Champions Ligay, com 8 times semiprofissionais e amadores de futebol society, que disputaram no Rio de Janeiro o primeiro troféu. A competição foi organizada pela recém-criada LiGay Nacional de Futebol Society do Brasil.

## Regulamento
Os participantes são divididos em grupos de 4 equipes cada, que jogam entre si em turno único para definir os classificados para a fase seguinte. Assim como em competições de futebol profissionais, há a disputa de semifinais, final e terceiro lugar. As partidas têm duração de dois tempos de 12 minutos cada.

## Primeira Temporada
A primeira edição do torneio ocorreu na arena Rio Sport, na Barra da Tijuca, Rio de Janeiro. Entre 25 e 26 de novembro de 2017, as oito equipes duelarem por duas vagas na final. A página "LiGay" no Facebook retransmitiu todos os jogos.

### Expansão
Em 2018, já em sua segunda edição, a competição passou a contar com 12 equipes participantes, reunindo um público de cerca de 1,2 mil pessoas em Porto Alegre. Para recepcionar os atletas e o público de fora da capital gaúcha, cerca de 170 quartos foram reservados na rede hoteleira. Durante o evento, houve food trucks, shows de drag queens, animação conduzida por cheer leaders e apresentação de escola de samba, além das cerimônias de abertura e de encerramento, com tradução simultânea para Libras.
Em 2019, na quarta edição, o número de participantes dobrou para 24 equipes, com o torneio sendo realizado em Brasília (DF).

### Críticas
O presidente da Federação de Soccer Society do Rio Grande do Sul, Vinicius Santos, que foi o árbitro da final da segunda edição, disse que recebeu com surpresa o fato do fair play predominar no evento, por estar acostumado com a agressividade corriqueira nos torneios profissionais.

## Edições
| Edição | Ano  | Cidade-sede    | Campeão        | Vice           | 3º Lugar       |
| ------ | ---- | -------------- | -------------- | -------------- | -------------- |
| I      | 2017 | Rio de Janeiro | Bharbixas (MG) | BeesCats (RJ)  | Unicorns (SP)  |
| II     | 2018 | Porto Alegre   | Bulls (SP)     | BeesCats (RJ)  | Sereyos (SC)   |
| III    | 2018 | São Paulo      | Bulls (SP)     | Bharbixas (MG) | Sereyos (SC)   |
| IV     | 2019 | Brasília       | BeesCats (RJ)  | Bulls (SP)     | Bharbixas (MG) |
| V      | 2019 | Belo Horizonte | BeesCats (RJ)  | Bárbaros (SP)  | Bulls (SP)     |

## Ligações Externas
- LGNF - LiGay Nacional de Futebol facebook